# مر حتب رع إني
الملك مر حتب رع إني أحد ملوك الأسرة الثالثة عشر ويعرف أيضا باسم سوبك حتب الثامن.
ومر حتب رع هو أبن الملك مر نفر رع اى وخليفته على العرش، وقد ورد اسمه في بردية تورين وكذلك في قوائم الملوك بمعبد الكرنك، ويعتقد انه حكم لمدة عامين وشهرين وتسعة أيام كما جاء في بردية تورين.
وقد عثر على لوحة في أبيدوس عليها اسمه توجد بالمتحف المصري، كما عثر له على جعران يوجد بمتحف اللوفر بفرنسا.